# Emil Juliš
Emil Juliš (21. října 1920 Praha – 25. prosince 2006 Louny) byl český básník a výtvarník.

## Život
Pracoval v několika povoláních nesouvisejících s literaturou, roku 1966 se stal redaktorem ústeckého časopisu Dialog. Roku 1968 se stal jeho šéfredaktorem a v roce 1970 působil jako redaktor přidruženého nakladatelství. V tomtéž roce bylo toto nakladatelství i časopis zrušeno a Emil Juliš se stal ineditním spisovatelem. Až do roku 1980, kdy odešel do důchodu, pracoval nejprve v Povodí Ohře a poté v podniku služeb.
Roku 1990 obdržel Cenu Jaroslava Seiferta.
Roku 1996 obdržel Státní cenu za literaturu.
Je po něm pojmenována Galerie Emila Juliše v Černčicích.

## Literární dílo (výběr)

### Poezie
Jeho tvorba má velmi blízko k experimentální poezii. Jeho témata jsou často civilní a čerpaná z průmyslového Mostecka.
- Progresivní nepohoda, 1965
- Pohledná poezie, 1966
- Krajina her, 1967
- Vědomí možnosti, 1969
- Pod kroky dýmů, 1969
- Nová země, 1970 (náklad byl skartován), 1992
- Nelehké spočinutí, samizdat
- Mramor na pálení vápna, samizdat
- Blížíme se ohni, v zahraničí 1987, v ČR 1988
- Gordická hlava, 1989
- Hra o smysl, 1990
- Multitext A, 1993 – sbírka zcela ve stylu experimentální poezie
- Svět proměn, 1994 – autorský výbor básní
- Afrikáááá, 1995
- Nelehké spočinutí, 2000
- Pod kůží (Výbor z poezie 1965–2005), 2007 – výbor připravený autorem, vydaný posmrtně

### Ostatní dílo
- Cesta do města Lawn, 1993 – básnická próza
- Nevyhnutelnosti, 1996 – úvahy o výtvarném umění a vydání některých básní stojící mimo jeho sbírky

## Výtvarné dílo
V druhé polovině 60. let se věnuje malbě a kolážím, které tvoří ještě v 80. letech. S dosud nedoceněným výtvarníkem Vladislavem Mirvaldem se věnuje tzv. fototextům; maluje rovněž na kameny. Vystavoval jak samostatně, tak na společných výstavách. V letech 2003–2006 vzniká řada výtvarných děl ve spolupráci s P. R. Vejrážkou, jemuž Juliš poskytuje k „pře(do)lepení“ téměř dvacet svých kreseb, které považuje za „nehotové“ či „nedodělané“.

## Sekundární literatura
- ŠTOLBA, Jan. Černá poezie Emila Juliše. A2, 2007, č. 7, s. 27.